# میگل دیاس (بازیکن فوتبال اهل السالوادور)
میگل دیاس (اسپانیایی: Miguel Díaz‎؛ زادهٔ ۲۷ ژانویهٔ ۱۹۵۷) بازیکن فوتبال اهل السالوادور بود.
وی همچنین در تیم ملی فوتبال السالوادور بازی کرده‌است.